# Pistacia mexicana
Pistacia mexicana é uma espécie de planta pertencente à família Anacardiaceae. É natural da Guatemala e México, onde se encontra ameaçada devido à perda de habitat.